# Партія національної дії (Мексика)
Партія національної дії (ісп. Partido Acción Nacional), скорочено PAN — політична партія Мексики, одна з найбільших партій країни, заснована в 1939 році. Дотримується консервативної та християнсько-демократичної орієнтації. Член Центристського демократичного інтернаціоналу.